# Nippon Express
Nippon Express Co., Ltd. (日本通運株式会社 Nippon Tsūun Kabushiki-gaisha, Nittsu) er en japansk logistik- og kurérvirksomhed.
Virksomheden blev etableret i 1937 og har hovedkvarter i Tokyo.